# Seitel (Naturschutzgebiet)
Das Naturschutzgebiet Seitel ist ein Naturschutzgebiet im Naturraum Nördliche Oberrhein-Niederung in Baden-Württemberg und
das kleinste Naturschutzgebiet im Landkreis Rastatt.

## Geographie
Das Naturschutzgebiet liegt auf dem Gebiet der Gemeinde Elchesheim-Illingen südwestlich des Ortsteiles Elchesheim. 

## Geschichte
In der vor vielen Jahren aufgelassenen Ton- und Lehmgrube konnte sich ein äußerst vielfältiges Feuchtgebiet entwickeln.

## Beschreibung
Das Gebiet wurde per Verordnung am 27. November 1991 durch das Regierungspräsidium Karlsruhe als Naturschutzgebiet ausgewiesen und hat eine Fläche von 5 Hektar. Es wird unter der Schutzgebietsnummer 2.039 geführt und ist in die IUCN-Kategorie IV als Biotop- und Artenschutzgebiet  eingeordnet. Der CDDA-Code lautet 82584 und entspricht zugleich der WDPA-ID.
Der wesentliche Schutzzweck ist die Erhaltung und Pflege eines für die ehemalige Überschwemmungsaue des Oberrheins typischen Feuchtgebietes mit seinen trockeneren Randzonen und seinen stark differenzierten Wiesengesellschaften.
Auf kleinstem Raum finden sich für das Rheinniederungsgebiet typische, unterschiedlichste Landschaftselemente und ein ständig Wasser führender Flachwasserteich.

## Flora und Fauna
Trotz des kleinen Areals finden oder fanden sich einige Besonderheiten, wie eines der wichtigeren Laubfroschvorkommen im weiteren Umkreis von Karlsruhe und auch der Drosselrohrsänger, der im Gegensatz zu seinen kleineren Verwandten größere Gewässer und Röhrichtflächen bevorzugt, hatte hier zwei von sieben Brutvorkommen zwischen Iffezheim im Süden und Karlsruhe im Norden. Auch das Fleischfarbene Knabenkraut hatte hier noch ein Rückzugsgebiet, dessen größtes Vorkommen im hiesigen Landkreis beim Wintersdorfer Baggersee mit mehreren Hundert Pflanzen durch einen Solarpark vernichtet wurde.